# Talana
Talana is een gemeente in de Italiaanse provincie Nuoro (voormalig: Ogliastra) (regio Sardinië) en telt 976 inwoners (28-02-2021). De oppervlakte bedraagt 117,6 km², de bevolkingsdichtheid is 9 inwoners per km².
De gemeente Talana staat bekend als een blauwe zone op Sardinië. Het is een van de 6 gemeenten met deze titel.
De volgende frazione maken deel uit van de gemeente: -.

## Demografie
Talana telt ongeveer 449 huishoudens. Het aantal inwoners daalde in de periode 1991-2001 met 7,1% volgens cijfers uit de tienjaarlijkse volkstellingen van ISTAT. Het inwonertal bleef in kleine aantallen dalen over de jaren. In 2004 met 30 inwoners en in 2018 (14 jaar later) met 76 inwoners.
| Jaar | Inwoneraantal |
| ---- | ------------- |
| 1991 | 1.215         |
| 2001 | 1.129         |
| 2004 | 1.099         |
| 2018 | 1.013         |
| 2021 | 976           |
| 2023 | 954           |

## Geografie
De gemeente ligt op ongeveer 682 meter boven zeeniveau.
Talana grenst aan de volgende gemeenten: Baunei, Lotzorai, Orgosolo (NU), Triei, Urzulei, Villagrande Strisaili.
Arzana · Bari Sardo · Baunei · Cardedu · Elini · Gairo · Girasole · Ilbono · Jerzu · Lanusei · Loceri · Lotzorai · Osini · Perdasdefogu · Seui · Talana · Tertenia · Tortolì · Triei · Ulassai · Urzulei · Ussassai · Villagrande Strisaili
1. ↑  https://demo.istat.it/?l=it.
2. ↑  admin, Blue Zone Sardinië, Italië ⋆ Jouis. Jouis (19 augustus 2021). Geraadpleegd op 1 augustus 2023.